# Budge Manzia
Budge Manzia (* 24. September 1994 in Kinshasa) ist ein Fußballnationalspieler der Demokratischen Republik Kongo.

## Karriere
Manzia startete 2012 seine Seniorenkarriere beim Shark XI Kinshasa, bevor er im Januar 2013 nach Tunesien zum ES Sahel wechselte. In Tunesien kam er in zwölf Monaten nicht über die Reserve Rolle hinaus und spielte nur in 3 Spielen in der Ligue Professionelle 1, entschied sich daher im Februar 2014 nach Tschechien zum FK Dukla Prag zu gehen.

### International
Manzia debütierte im gleichen Jahr für die Fußballnationalmannschaft der Demokratischen Republik Kongo seines Landes. Im Januar 2013 wurde er in den Kader des Afrika-Cup 2013 berufen. Zuvor war Manzia Spieler der U-20 des DR Kongo's.